# Tracy City
Tracy City è un comune degli Stati Uniti d'America, situato nello Stato del Tennessee, nella Contea di Grundy.